# Move to Memphis
Move to Memphis est une chanson du groupe A-ha, parue en 1993 sur leur album Memorial Beach, mais dont le single était sorti en 1991.
Le video clip met en vedette la sculpturale Béatrice Dalle actrice du film français 37°2 le matin de Jean-Jacques Beineix, qui avait affirmé à l'époque à un magazine allemand être fan du groupe A-ha. On la voit d'ailleurs poser lascivement sur une photo, aux côtés d'un Morten Harket très chevelu.